# HATU
Pour le village estonien, voir Hatu.
Le HATU ou hexafluorophosphate de (diméthylamino)-N,N-diméthyl(3H-[1,2,3]triazolo[4,5-b]pyridin-3-yloxy)méthaniminium est un réactif utilisé en synthèse peptidique afin de créer un ester activé à partir d'un acide carboxylique. Il est utilisé avec la base de Hünig (N,N-diisopropyléthylamine, DIPEA) pour former des liaisons amide. Généralement le DMF est utilisé comme solvant, même si d'autres solvants organiques polaires peuvent être utilisés.
Le HATU a été décrit en 1993 par Louis A. Carpino.

## Réaction

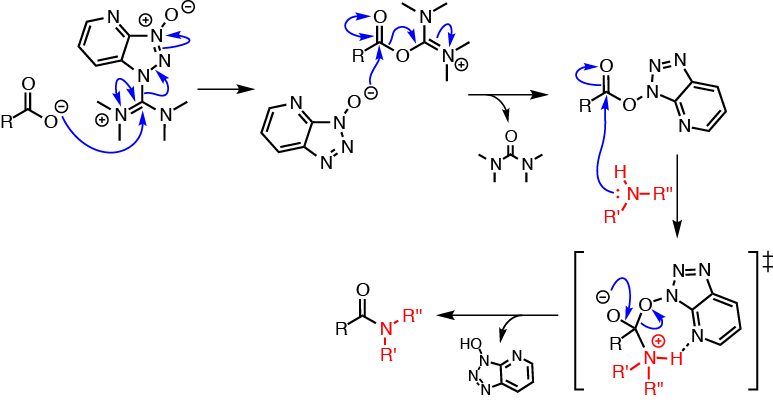
Mécanisme d'une N-acylation avec le HATU